# Partitu di a Nazione Corsa
Pour les articles homonymes, voir PNC.
 (signalé en juin 2025).
Si vous disposez d'ouvrages ou d'articles de référence ou si vous connaissez des sites web de qualité traitant du thème abordé ici, merci de compléter l'article en donnant les références utiles à sa vérifiabilité et en les liant à la section « Notes et références ».
- Archive Wikiwix
- Bing
- Cairn
- DuckDuckGo
- E. Universalis
- Gallica
- Google
- G. Books
- G. News
- G. Scholar
- Persée
- Qwant
- (zh) Baidu
- (ru) Yandex
- (wd) trouver des œuvres sur Wikidata

Le Partitu di a Nazione Corsa (PNC, en français « Parti de la nation corse »), également connu sous le nom de Partitu Naziunale di a Corsica, est un parti politique créé en 2002, se réclamant du nationalisme corse.

## Historique

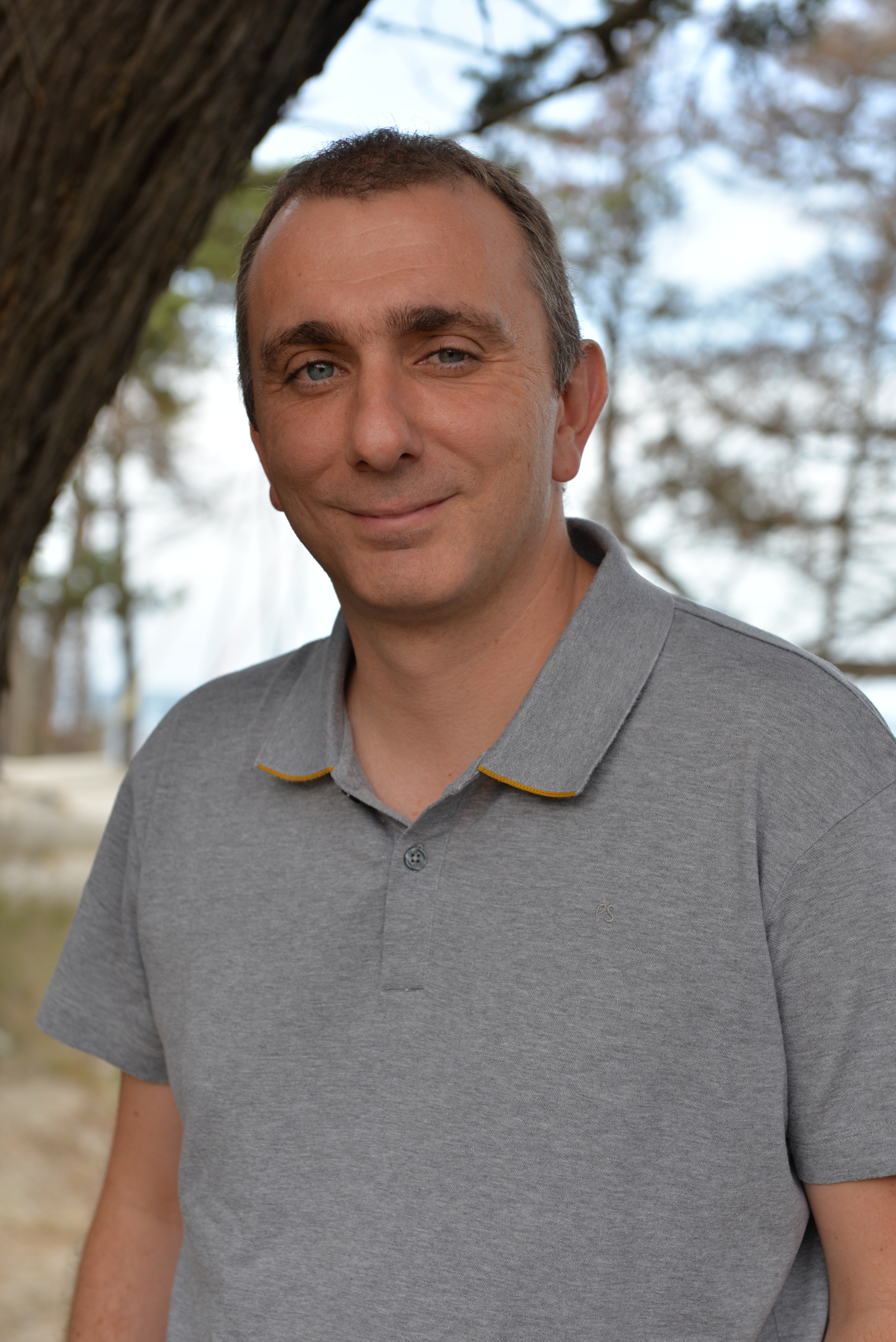
Jean-Christophe Angelini, ancien secrétaire national.

Le Partitu di a Nazione Corsa (littéralement, Parti de la nation corse en français) a été fondé à Corte le 24 juillet 2002, de la fusion de l'Union du peuple corse (UPC) et du mouvement A Scelta Nova, puis dans un second temps du mouvement A Mossa Naziunale. 
Son congrès fondateur s'est tenu à Furiani le 7 décembre 2002. Son secrétaire national est Pascal Zagnoli.
Le PNC milite pour l'autodétermination. Il refuse, résolument, la violence politique pratiquée par les différents Front de libération nationale corse. C'est la formation structurée la plus ancienne du courant nationaliste corse.
Le PNC, membre de la fédération Régions et peuples solidaires, a appelé à voter pour Dominique Voynet au premier tour de l'élection présidentielle de 2007. Déjà en 2002, l'UPC, appelait à voter les Verts.
Pour les élections européennes de 2009, le PNC a renouvelé son accord avec les Verts et François Alfonsi était en 2e position sur la liste Europe Écologie conduite par Michèle Rivasi dans la circonscription Sud-Est ce qui lui permet d'être élu au Parlement européen.
Le PNC fait partie de l'Alliance libre européenne (ALE), parti politique européen rassemblant des partis de nature nationale, régionale et autonomiste de l'Union européenne. Les partis politiques membres de l'ALE souscrivent au droit à l’autodétermination des peuples et adhèrent aux principes de la démocratie parlementaire et des droits de l’homme. L'ALE compte, en 2009, sept députés européens siégeant dans le groupe des Verts/Alliance libre européenne (54 élus).
En 2010, à l'occasion des élections territoriales, le PNC constitue avec Inseme per a Corsica et A Chjama Naziunale la coalition autonomiste Femu a Corsica qui parvient à totaliser 25,89 % des voix. La liste Femu a Corsica obtient 11 sièges, devenant le troisième groupe de l'Assemblée de Corse.
Après les élections cantonales et municipales de 2008 le PNC, en alliance avec A Chjama Naziunale, compte deux conseillers généraux, Paul-Joseph Caitucoli et Jean-Christophe Angelini, et plus d'une centaine d'élus municipaux dont une quinzaine de maires, dont six PNC. PNC-Chjama devient alors le premier groupe d'opposition à Bastia et Porto-Vecchio (deuxième et troisième ville de Corse).
Par ailleurs le PNC possède des élus dans l'ensemble des chambres consulaires de Corse ainsi que de nombreux élus syndicaux.
En 2011, Jean-Christophe Angelini, secrétaire national, bat aux élections cantonales à Porto-Vecchio, Camille de Rocca Serra, ami de Nicolas Sarkozy, et au pouvoir depuis des décennies. Cette élection confirme la montée en puissance du PNC et de Jean-Christophe Angelini depuis 2008.
Un des objectifs du PNC, que ce soit au niveau régional, national ou européen, est de tisser des liens avec tous les mouvements ou partis politiques démocratiques et progressistes. Le PNC entend fédérer la mouvance nationaliste modérée, afin de constituer un pôle capable d'accéder aux responsabilités régionales en collaboration avec d'autres démocrates issus de sensibilités différentes.
En décembre 2015, la coalition Femu a Corsica reçoit 25,89 % des voix aux élections territoriales. Elle s'allie à Corsica Libera pour former l'alliance Pè a Corsica au second tour, et la liste ainsi constituée remporte les élections. Le groupe des élus Femu a Corsica obtient 17 sièges sur 51 et devient le premier groupe de l'assemblée de Corse.
Femu a Corsica s'est constitué après sept années d'existence en parti politique, lors d'un congrès fondateur en octobre 2017 qui prévoit, à terme, la dissolution de ses trois partis fondateurs A Chjama, Inseme per a Corsica et le PNC.
Lors des élections législatives françaises de 2017, trois députés issus des rangs de ce mouvement sont élus à l'Assemblée nationale, sur les quatre que compte la Corse : Paul-André Colombani en Corse-du-Sud, Michel Castellani et Jean-Félix Acquaviva en Haute-Corse. Dans la continuité des élections territoriales de 2015, c'est la première fois que les candidats nationalistes obtiennent un tel succès. A l'Assemblée nationale, les députés siègent dans le groupe Libertés et territoires, fondé en octobre 2018. 
A l'issue des élections territoriales de 2017, Pè a Corsica confirme et renforce sa majorité au sein de l'assemblée de Corse. La formation arrive en tête avec 56,46 % des suffrages exprimés au second tour comptabilisant 41 sièges.
Au début de la mandature 2018-2021, les partis de la coalition Pè a Corsica (Femu a Corsica et Corsica Libera) annoncent avoir chacun leur groupe. Fin 2018, le Partitu di a Nazione Corsa créé son propre groupe de 10 élus à l'Assemblée de Corse, présidé par Pierre Poli. Ce groupe reste dans la majorité nationaliste Pè a Corsica.
En juin 2020, son secrétaire national Jean-Christophe Angelini, remporte les élections municipales de Porto-Vecchio et est élu maire.
Lors des élections territoriales de 2021, le PNC, associé à Corsica libera de Jean-Guy Talamoni, termine en troisième position et perd trois sièges à l'Assemblée. Le 14 décembre 2022, Pascal Zagnoli est désigné par une centaine de militants du parti pour succéder à Jean-Christophe Angelini au poste de secrétaire national.